# Roland Murten

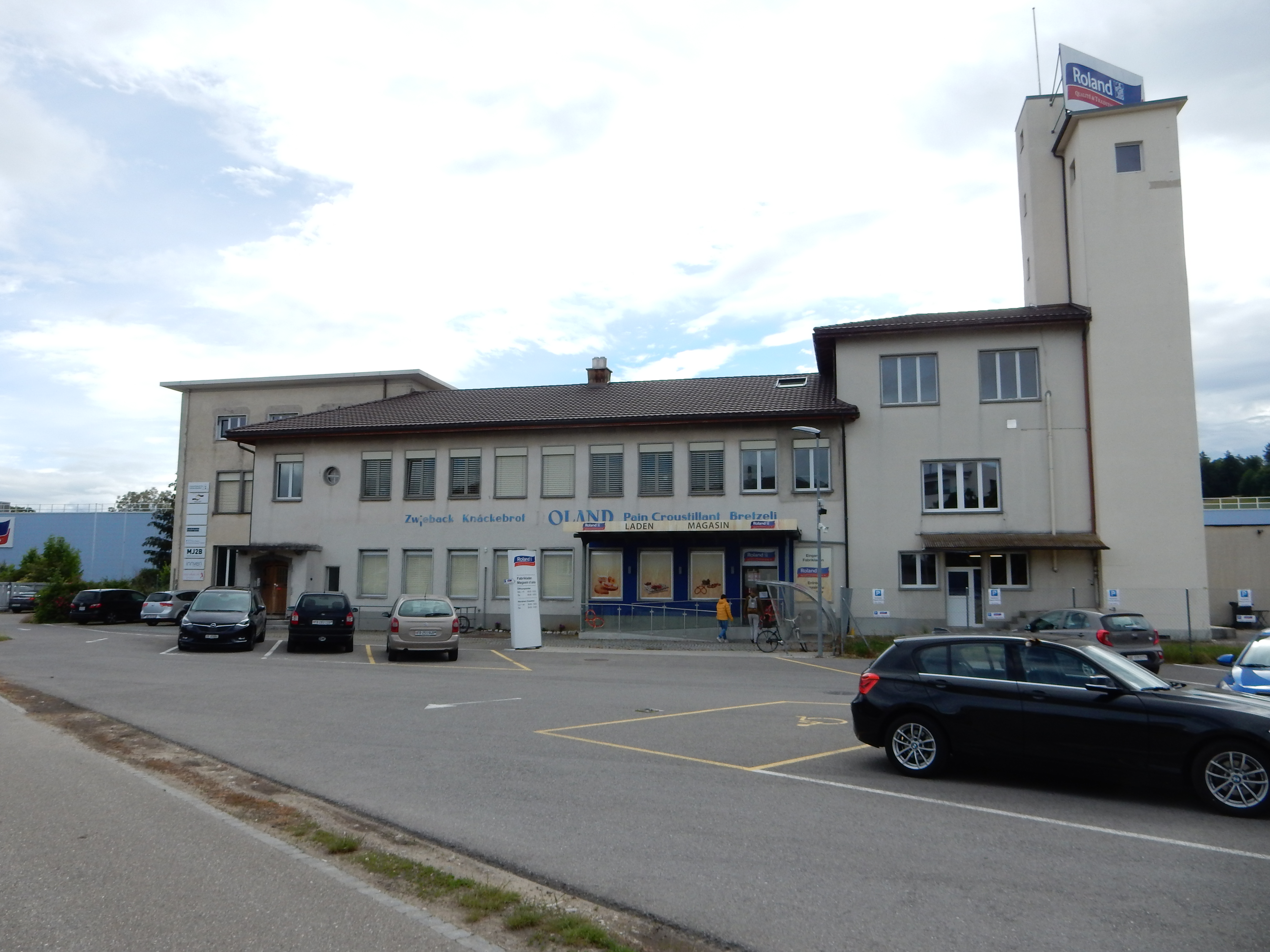
Roland Murten AG mit Fabrikladen

Die Firma Roland Murten AG in Murten stellt seit 1939 Getreideprodukte her. Sie ist ein bekannter Schweizer Knäckebrot- und Zwiebackproduzent. Über 50 % der Produktion werden ins übrige Europa und in asiatische Länder exportiert.

## Gründung und Firmengeschichte
Gegründet wurde die Firma durch den Basler Bäckereimeister Leopold Schöffler im Jahre 1939 in Murten. Schöffler war bekannt als Spezialist für Dauerbackwaren. Seine Ausbildung fand zum Teil in Deutschland und Nordeuropa statt, wo er das Knäckebrot kennenlernte. 1939 wurde die Produktion von Knäckebrot aufgenommen, 1941 diejenige von Zwieback. 1949 starb der Firmengründer Leopold Schöffler und sein Sohn Heinz Schöffler übernahm die Firmenleitung. Er begann im selben Jahr mit der Produktion von Laugengebäck, ab 1951 wurden Brezeln hergestellt. Anfänglich wurden die Brezeln noch von Hand gefertigt, was aber bald von einer maschinellen Produktion abgelöst wurde. Siehe auch: Schlingtechnik für Brezel.
1978 wurde das Unternehmen durch Sandoz übernommen. 1981 wurde Vollkornzwieback dem Sortiment hinzugefügt, kurz danach Zwieback ohne Kristallzucker. 1995 wurde nach 5-jähriger Planungs- und Bauzeit eine neue Fabrik eingeweiht. 1998 wurde das Unternehmen von Sandoz an Valora weiter veräussert.
Im Jahr 2008 übernahm die waadtländische Firma Cornu SA die Roland Murten AG.
Seit 2021 ist die Firma Namenssponsor der Biathlonanlage Roland Arena auf der Lenzerheide und seit 2024 des Teams Roland Cycling im Frauenradrennsport.